# Football Club Castiglione
El Football Club Castiglione es un club de fútbol de Italia, con sede en Castiglione delle Stiviere, en la región de Lombardía. Fue fundado en 1946, y compite en la Eccellenza Lombardia, quinta categoría del fútbol italiano.

## Historia
Fue fundado en 1946 como U.S. Castiglione. Fue refundado en el año 2008 con el nombre US Castiglione Savoia, tras la fusión de los equipos US Savoia Sagigrar Castiglione y GS Azzurra. Gracias a la adquisición de los derechos deportivos del Nuova A.C. Marmirolo, el nuevo club tuvo la posibilidad de competir en el campeonato de Eccellenza, logrando el ascenso a la Serie D en la temporada 2009/10.
En el verano del 2010 cambiaron su nombre por el de FC Sterilgarda Castiglione ASD debido a su patrocinador principal, la empresa alimentaria Sterilgarda.
En la temporada 2011/12 lograron el ascenso a la Lega Pro Seconda Divisione por primera vez en su historia, pero su principal patrocinador los dejó de apoyar y cambiaron su nombre por el que tienen actualmente.

## Palmarés

### Torneos interregionales
- Serie D (2): 2011-12 (Grupo B), 2014-15 (Grupo B)

### Torneos regionales
- Promozione Lombardia (1): 1984-85 (Grupo C)
- Prima Categoria Lombardia (3): 1974-75 (Grupo A), 2000-01 (Grupo A), 2017-18 (Grupo H)
- Seconda Categoria Lombardia (1): 1970-71 (Grupo A)
- Copa Italia de Aficionados Lombardia (1): 1997-98
- Copa Italia Promozione Lombardia (1): 2018-19